# Lorenzo Richelmy
Lorenzo Richelmy (La Spezia; 25 de marzo de 1990) es un actor italiano, conocido por su participación como personaje principal en la serie original de Netflix Marco Polo. Anteriormente, apareció en variadas producciones italianas para televisión y el cine. Fue alumno del Centro Experimental de Cine, siendo el más joven en ingresar a ella. En 2022 protagonizó El hombre de la carretera (L'uomo sulla strada).

## Filmografía

### Cine
| Año  | Título                   | Rol               |
| ---- | ------------------------ | ----------------- |
| 2002 | Il pranzo della domenica |                   |
| 2010 | FAT CAT                  | Burro             |
| 2012 | 100 metri dal paradiso   | Tommaso           |
| 2013 | Il terzo tempo           | Samuel            |
| 2013 | La terra e il vento      | Leonardo          |
| 2014 | Sotto una buona stella   | Niccolò Picchioni |
| 2014 | Hybris                   |                   |
| 2018 | Una vita Spericolata     |                   |

### Televisión
| Año       | Título                                 | Rol               |
| --------- | -------------------------------------- | ----------------- |
| 2009      | I liceali                              | Cesare Schifani   |
| 2012      | Sposami                                | Danilo            |
| 2013      | Borgia                                 | Sidonius Grimani  |
| 2013      | Talent High School - Il sogno di Sofia |                   |
| 2013      | Una Ferrari per due                    |                   |
| 2014–2015 | Marco Polo                             | Marco Polo        |
| 2023      | Fifteen-Love                           | Gianluca Barzaghi |